# Вінтоняк Артур Миколайович
Арту́р Микола́йович Вінтоня́к — старший лейтенант Збройних сил України.
Станом на березень 2019 року — командир роти, 80-та бригада.

## Нагороди
15 липня 2014 року — за особисту мужність і героїзм, виявлені у захисті державного суверенітету та територіальної цілісності України, вірність військовій присязі під час російсько-української війни, відзначений — нагороджений орденом Богдана Хмельницького III ступеня.